# Broxeele
Broxeele – miejscowość i gmina we Francji, w regionie Hauts-de-France, w departamencie Nord.
Według danych na rok 1990 gminę zamieszkiwało 270 osób, a gęstość zaludnienia wynosiła 72 osób/km² (wśród 1549 gmin regionu Nord-Pas-de-Calais Broxeele plasuje się na 953. miejscu pod względem liczby ludności, natomiast pod względem powierzchni na miejscu 784.).